# Évacuation en Union soviétique

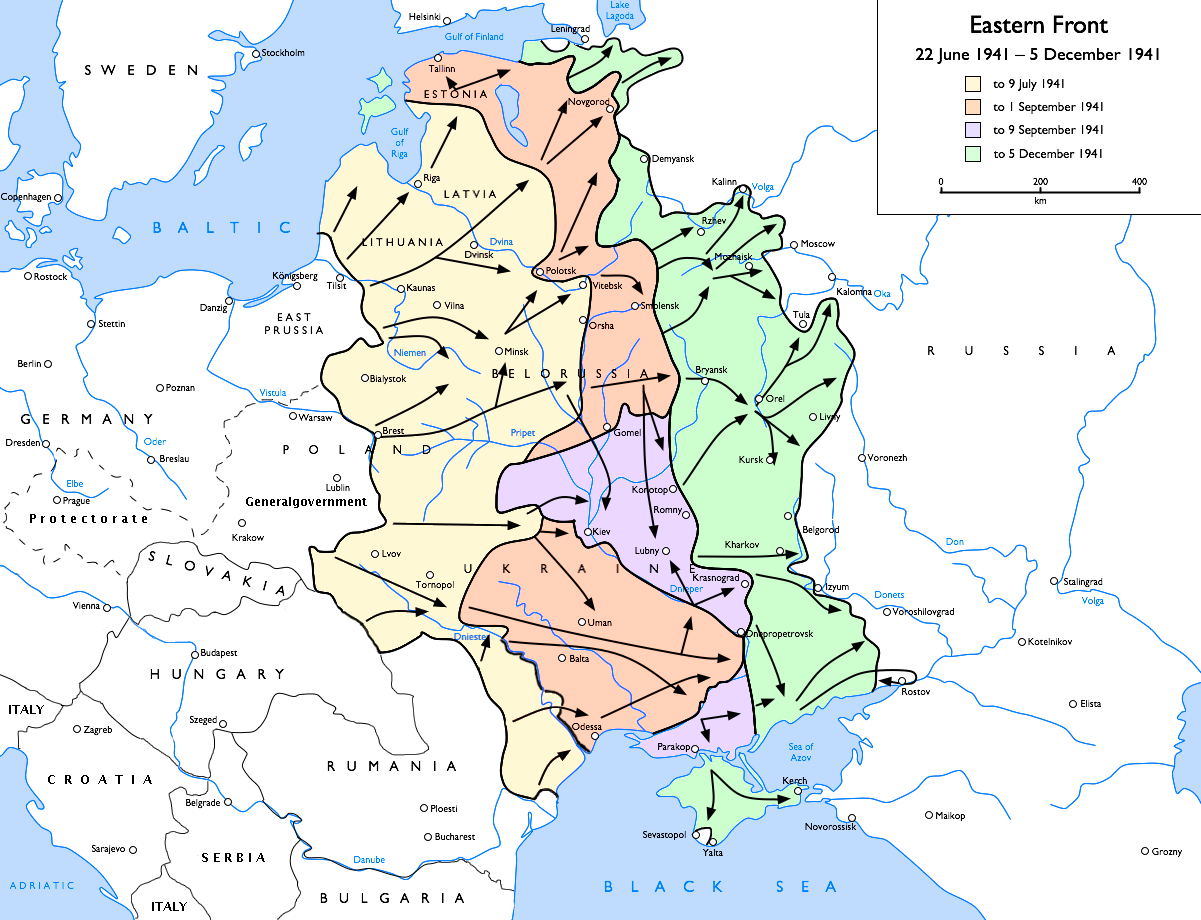
Les premières lignes de front entre la Wehrmacht et les Soviétiques au cours des six premiers mois suivant l'opération Barbarossa.

Au cours de la Seconde guerre mondiale, l'Allemagne nazie  a envahi l'Union soviétique lors de l'opération Barbarossa en juin 1941. L'évacuation en Union soviétique a consisté pour celle-ci à faire évacuer massivement les citoyens soviétiques et les industries de l'ouest vers le centre ou l'est du pays. Près de seize millions de civils soviétiques et plus de 1 500 grandes usines avaient été déplacés à la fin de 1941.
L'avancée allemande a engendré d'autres conséquences imprévues qui se sont ajoutées à l'exode des civils et des industries vers l'Est. Ainsi des civils occidentaux précédemment détenus par des unités soviétiques du NKVD ont été exécutés,. Le corps de Lénine a aussi été déplacé de Moscou à Tioumen et la collection du musée de l'Ermitage a été transférée à Sverdlovsk. Kouïbychev fut choisie comme capitale alternative de l'Union soviétique si Moscou tombait aux mains des envahisseurs allemands. Au cours de l’été 1943, tout fut ramené à Moscou. Les villes soviétiques de l'intérieur ou de l'est ont accueilli la majeure partie des nouveaux réfugiés et des usines de guerre prioritaires, avec des endroits comme la ville sibérienne de Novossibirsk recevant plus de 140 000 réfugiés et de nombreuses usines en raison de son éloignement des lignes de front.
Malgré les premiers succès allemands et la prise de contrôle de vastes étendues du territoire occidental de l'URSS jusqu'en 1943, ainsi que le caractère sommaire des plans d'urgence soviétiques de mobilisation à l'est, les industries soviétiques ont fini par dépasser les Allemands dans la production d'armes ; un total de 73 000 chars, 82 000 avions et près de 324 000 pièces d'artillerie avaient été distribués à l'Armée rouge dans sa lutte contre les puissances de l'Axe en 1945.

## Politique gouvernementale
Staline et le Comité central du Parti communiste savaient qu'Hitler finirait par se retourner contre l'Union soviétique ; des plans ont été élaborés avant l'opération Barbarossa et ont été mis en œuvre pour commencer l'évacuation par mesure de précaution. Selon le plan présenté par Vassili Prokhorovitch Pronine, membre du parti de Moscou au sein du comité d'évacuation de la ville, et rejeté par Staline, environ un million de Moscovites aurait été évacués. Le parti n'a mis en place un véritable plan d'évacuation qu'au moment de l'invasion.
Le Parti créa un conseil d'évacuation le 24 juin 1941, soit deux jours après le début l'invasion allemande. Il devait tenter d'élaborer une procédure d'évacuation des citoyens soviétiques vivant à proximité du front de l'Est. Les villes situées sur les principales voies ferrées et d’où les gens pourraient être évacués et amenés vers l’est ont été identifiées. En septembre, trois mois après le début de l’invasion, le conseil d’évacuation avait identifié 128 centres et les avait mis en service. Les principales villes qui ont reçu les citoyens évacués (ainsi que d'autres ressources et industries) comprenaient Kirov, Iaroslavl, Gorki, Oufa, Sverdlovsk, Tcheliabinsk et Kouïbychev.
Le parti a adopté d'autres mesures pour aider les personnes évacuées à s’installer dans leur nouveau lieu de résidence. Elles ont reçu pour instruction de contacter les autorités locales afin d’être recensées à leur arrivée dans une nouvelle ville. Elles ont ensuite reçu des certificats déclarant leur statut d’évacuées, ce qui leur a permis de bénéficier d’un logement, de rations alimentaires et d’un emploi temporaire. Les personnes évacuées ont été informées qu’elles étaient autorisées à emporter leurs effets personnels avec elles à condition que ces effets n’entravent pas la capacité des autorités à les transporter du site évacué au centre de réfugiés. Les effets personnels des membres de la famille ne pouvaient pas peser plus de 40 kilogrammes.
En août et septembre, le Comité central avait aussi donné pour instruction aux gouvernements régionaux de construire des logements temporaires pour les nouveaux arrivants s'il n'y en avait pas suffisamment dans la région. En novembre, le parti a établi une administration d'évacuation, ce qui a retiré le pouvoir aux autorités régionales et l'a centralisé au sein du Parti communiste. Des bureaux du parti ont été créés dans les villes et les régions évacuées afin de mieux réguler et prendre en charge les évacués dispersés. Leurs agents étaient chargés de veiller à ce que les personnes évacuées soient bien prises en charge dans leurs nouveaux lieux de résidence et à ce que leurs préoccupations (notamment en matière de logement, d’emploi, de nourriture, de soins de santé et de garde d’enfants) soient satisfaites. Début 1942, moins d’un an après le début de l’invasion, le gouvernement de Moscou avait déjà dépensé trois milliards de roubles pour l’évacuation.

### Déportation dans le cadre d'une évacuation

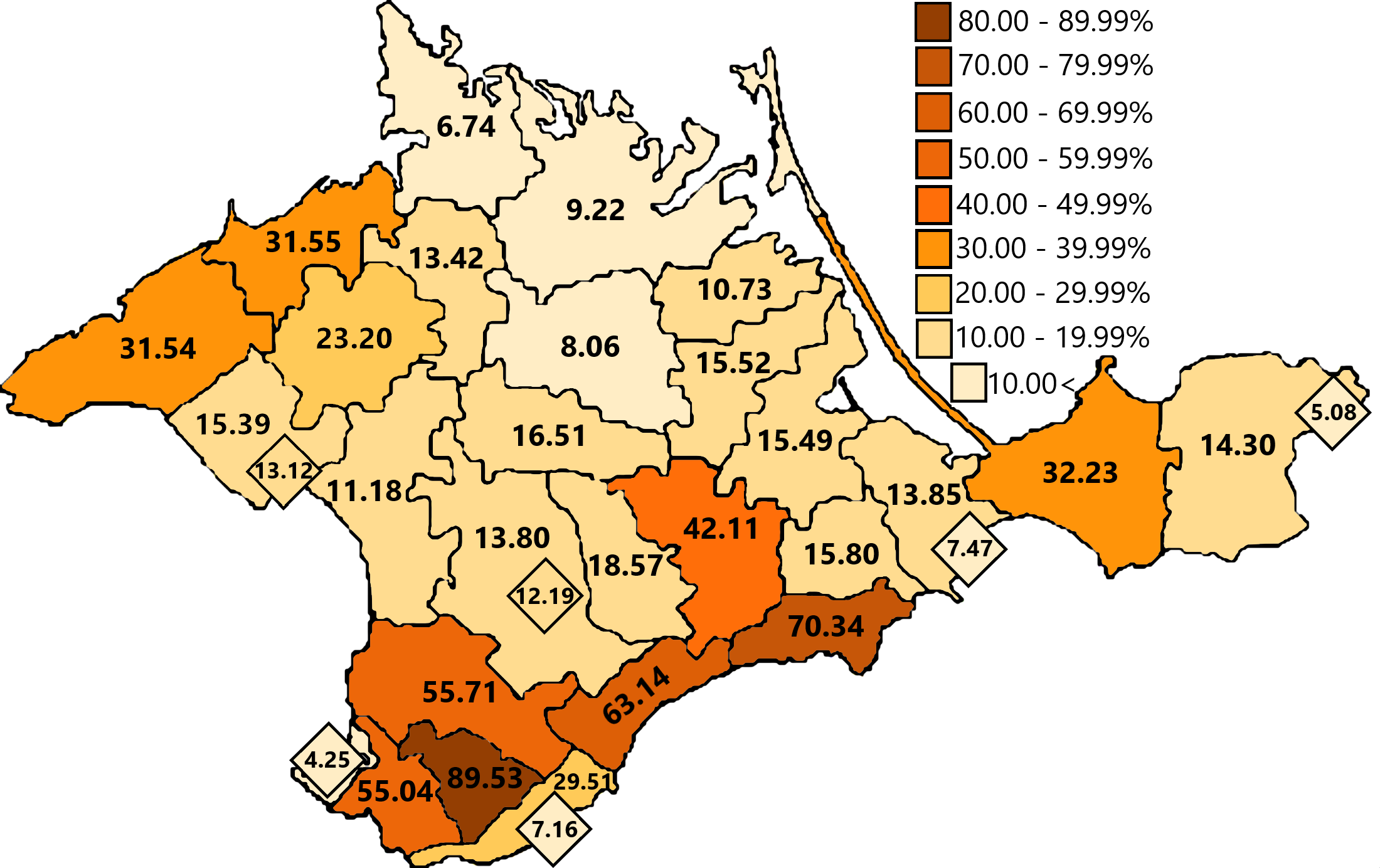
La Crimée avant la guerre, avec le pourcentage de Tatars dans chaque région

Un grand nombre de civils soviétiques évacués ont été classés comme déportés plutôt que comme évacués. Le parti a en effet craint qu'ils changent de camp et combattent du côté allemand. Jusqu'à 3,3 millions de personnes appartenant à 52 nationalités ont été touchées par cette politique. Elle a débuté avec un décret de 1941 concernant le déplacement des Allemands de la Volga vers la Sibérie et le Kazakhstan. Le reste de l'évacuation des nationalités supposées déloyales eut lieu plus tard au cours de la guerre, entre 1943 et 1944. Les Allemands de la Volga, de même que les Tatars de Crimée, n'ont jamais été renvoyés dans leur patrie après la fin de la guerre, les historiens modernes interprètent cela comme un nettoyage ethnique.
Les Tatars de Crimée étaient une exception à la règle du parti ; les Tatars étaient une minorité musulmane et le parti soupçonnait qu'ils choisiraient la religion plutôt que l'État. En ce sens, leur cas constitue une exception à la règle émise par le parti qui supposait que les nationalités suspectées seraient pro-allemandes. Les historiens retracent souvent la persécution soviétique et l’élimination des Tatars de Crimée aux années de l’entre-deux-guerres, après la création de l’État soviétique. Il est rapporté qu'entre 1917 et 1933, environ la moitié de la population tatare de Crimée a été éliminée par mort ou par déplacement.
Les nationalités déportées vivaient généralement dans des régions proches du front de l'Est. Elles ont été installées au Kazakhstan et en Asie centrale pendant la guerre. En 1956, plus d’une décennie après la fin de la Seconde Guerre mondiale, tous les groupes, à l’exception des Allemands de la Volga et des Tatars de Crimée, furent réinstallés sur leurs terres natales. Pendant qu'il dirigeait le Parti communiste, Nikita Khrouchtchev a absous les Allemands de toute responsabilité. On pense que les Allemands de la Volga n'ont pas été autorisés à se réinstaller parce que la région avait déjà été colonisée par d'autres civils soviétiques depuis la fin de la guerre. La même croyance s’applique à la raison pour laquelle les Tatars de Crimée n’ont pas obtenu la réinstallation dans le cadre de l’ordonnance de 1956. L'organisation du mouvement national des Tatars de Crimée et créée pendant la perestroïka dans les années 1980. Elle a finalement été informée par le gouvernement soviétique que son peuple pouvait retourner en Crimée. Environ 250 000 Tatars de Crimée sont revenus et se sont installés en Crimée (qui faisait partie de l'Ukraine jusqu'à son annexion par la Fédération de Russie en 2014) après l'effondrement de l'Union soviétique. Les principales déportations en temps de guerre furent :
- 1941 : Allemands de la Volga
- 1943 : Karachay
- 1943 : Kalmouks
- 1944 : Balkars
- 1944 : Tchétchènes et Ingouches
- 1944 : Tatars de Crimée
- 1944 : Grecs
- 1944 : Turcs meskhètes[11]

## Évacuation des industries
La vitesse de l'avancée initiale allemande menaçait non seulement les territoires et les usines soviétiques (civiles et militaires), mais aurait aussi pu causer l'effondrement total de l'économie civile du pays. Même avec les plans d'urgence des années 1930 et la formation en 1941 de comités d'évacuation tels que le Conseil d'évacuation et le Comité du Département d'État (GKO), la plupart des évacuations ont en fait été gérées par des organisations soviétiques locales qui s'occupaient des mouvements industriels juste avant que les attaques allemandes commencent.
La mobilisation générale du front occidental n'avait fait l'objet que d'une préparation à courte vue. De nombreux membres de ces conseils se sont donc retrouvés à parcourir les bibliothèques de Moscou à la recherche de ressources relatives aux évacuations pendant la Première Guerre mondiale,. Les comités locaux ont finalement utilisé une structure de plan quinquennal, avec 3 000 agents contrôlant les mouvements. L'évacuation des installations industrielles a commencé en août 1941 et s'est poursuivie jusqu'à la fin de l'année,.
La relocalisation de plus de 1 500 usines d’importance militaire vers l’Oural, la Sibérie et l’Asie centrale a été supervisée par le GKO. Ces zones étaient isolées et hors de portée des frappes aériennes de l'Axe. Elles offraient en conséquence une sécurité à leurs habitants. Les industries soviétiques ont aussi pu bénéficier d'une quantité massive de ressources pour les usines et les installations associées à l'effort de guerre. L'Oural, au centre de la Russie, a développé un nombre impressionnant d'usines sidérurgiques ainsi que d'usines agricoles et chimiques. Les industries sibériennes s'appuyaient sur les mines de charbon et les gisements de cuivre du bassin houiller de Kuznetzk pour soutenir la machine de guerre soviétique.
L'attaché militaire américain a signalé d'importants transferts de machines et d'hommes de la région de Moscou vers l'est dès la fin de 1940 et au début de 1941.Certaines évacuations et le transfert de machines-outils et d’ouvriers qualifiés vers des « usines fantômes » à l’est avaient donc commencé bien avant le début de l'invasion allemande. La croissance rapide de la production au début de 1942 suggère que l'évacuation avait commencé en 1940.

## Évacuation des civils
En 1941, le mot « évacuation » ( эвакуация, evakuatsiia ) était un nouveau mot qui n'était pas utilisé par tout le monde. Le terme « réfugié » (bezhenets) était cependant bien trop familier, compte tenu de l’histoire de guerre du pays. Pendant la Seconde Guerre mondiale, le gouvernement s'est résigné au déplacement de ses citoyens, ce qui s'est traduit par le remplacement du mot « réfugié » par « évacué ». Les raisons pour contrôler de la population déplacée sont diverses. Malgré une certaine préférence des personnes pour se considérer comme des évacués, le terme recouvrait des réalités différentes. Certains individus appartenaient à des élites privilégiées, comme des scientifiques, des travailleurs spécialisés, des artistes, des écrivains et des hommes politiques et furent évacués vers l’intérieur du pays. D’autres personnes évacuées étaient considérées avec suspicion. Le processus d’évacuation, malgré tous les efforts soviétiques, était loin d’être organisé ; l’État considérait la plupart de ceux qui se dirigeaient vers l’est comme suspects. Comme la plupart d’entre eux s’évacuaient d’eux-mêmes, aucun lieu de déplacement ne leur avait été attribué. Les autorités craignaient que le désordre facilite la fuite des déserteurs. Les évacués qui n'entraient pas dans la catégorie de « l'élite privilégiée » étaient considérés comme susceptibles de contaminer le reste de la population, de manière épidémique et idéologique.
La Russie avait été en proie à des guerres depuis le début du XXe siècle. La société en a appris l’importance de mobiliser son industrie et sa population civile. La guerre civile russe et la Première Guerre mondiale ont donné aux bolcheviks une expérience qui a façonné leurs futures stratégies d'évacuation. Les préparatifs en vue d’une future guerre avaient commencé au début des années 1920, mais ce n’est qu’à partir de la peur de la guerre de 1927 que les Soviétiques commencèrent à élaborer des mesures défensives, qui incluaient des politiques d’évacuation. Ces politiques n’ont pas été élaborées pour des raisons humanitaires, mais comme un moyen pour le pays de se défendre. Elles devaient éviter les problèmes du passé tels que les entraves aux mouvements militaires, les maladies transmissibles, la démoralisation des unités et les tensions sur l’économie. Le Conseil du travail et de la défense et d’autres administrations soviétiques étaient chargés d’élaborer ces politiques.
Des millions de Russes ont été déplacés en raison de l’opération Barbarossa. Le nombre exact est difficile à déterminer, car beaucoup d'entre eux se sont évacués d'eux-mêmes. Certains estiment ce chiffre à environ seize millions et demi. L’une des destinations les plus appréciées par les réfugiés lors des évacuations était Tachkent, la capitale de l’Ouzbékistan, qui a fini par accueillir des dizaines de milliers de réfugiés. En raison du grand nombre de réfugiés, les gares étaient surpeuplées et la distribution des billets de train pouvait prendre des jours. Même quand la guerre a touché à sa fin, les évacués qui voulaient désespérément rentrer chez eux n’ont pas obtenu la permission de le faire. La politique de rapatriement a été rédigée autour de ceux qui ne travaillaient pas dans l’industrie ; ces citoyens avaient perdu leur résidence dans leur ville d’origine et n’ont pas fait partie du processus de rapatriement. Quiconque tentait de revenir sans consentement risquait d’être emprisonné. Malgré de nombreux obstacles et problèmes, l'Union soviétique a évacué des millions de ses citoyens vers des zones de sécurité à l'arrière.
En raison d'une pénurie de main d'œuvre, le Commissariat à la justice et le Conseil des commissaires du peuple ont forcé les évacués à contribuer à l'effort de guerre en travaillant dans des entreprises, des organisations et des fermes collectives. Ceux qui étaient choisis pour entrer sur le marché du travail étaient ceux considérés comme socialement improductifs. Les artistes, les écrivains et les artisans, ou plus généralement, ceux qui ne travaillaient pas pour un salaire fixe, étaient exclus de ce nouveau décret. Des problèmes sont apparus au niveau de la motivation des travailleurs ; certains ont été mécontents de leur salaire à leur retour chez eux, affirmant que le gouvernement versait presque autant de subventions que ce qu'ils gagneraient en travaillant.
Alors que l’hiver approchait et que la guerre s’intensifiait autour de Moscou, le comité de l’oblast de Moscou du Parti communiste et le comité exécutif du conseil de l’oblast de Moscou ont jugé très important d’évacuer les femmes et les enfants des banlieues. Ils ont demandé au Conseil d'évacuation du Conseil soviétique des commissariats du peuple d'évacuer 300 000 personnes par l'intermédiaire du Commissariat du peuple aux transports,.

## Familles juives

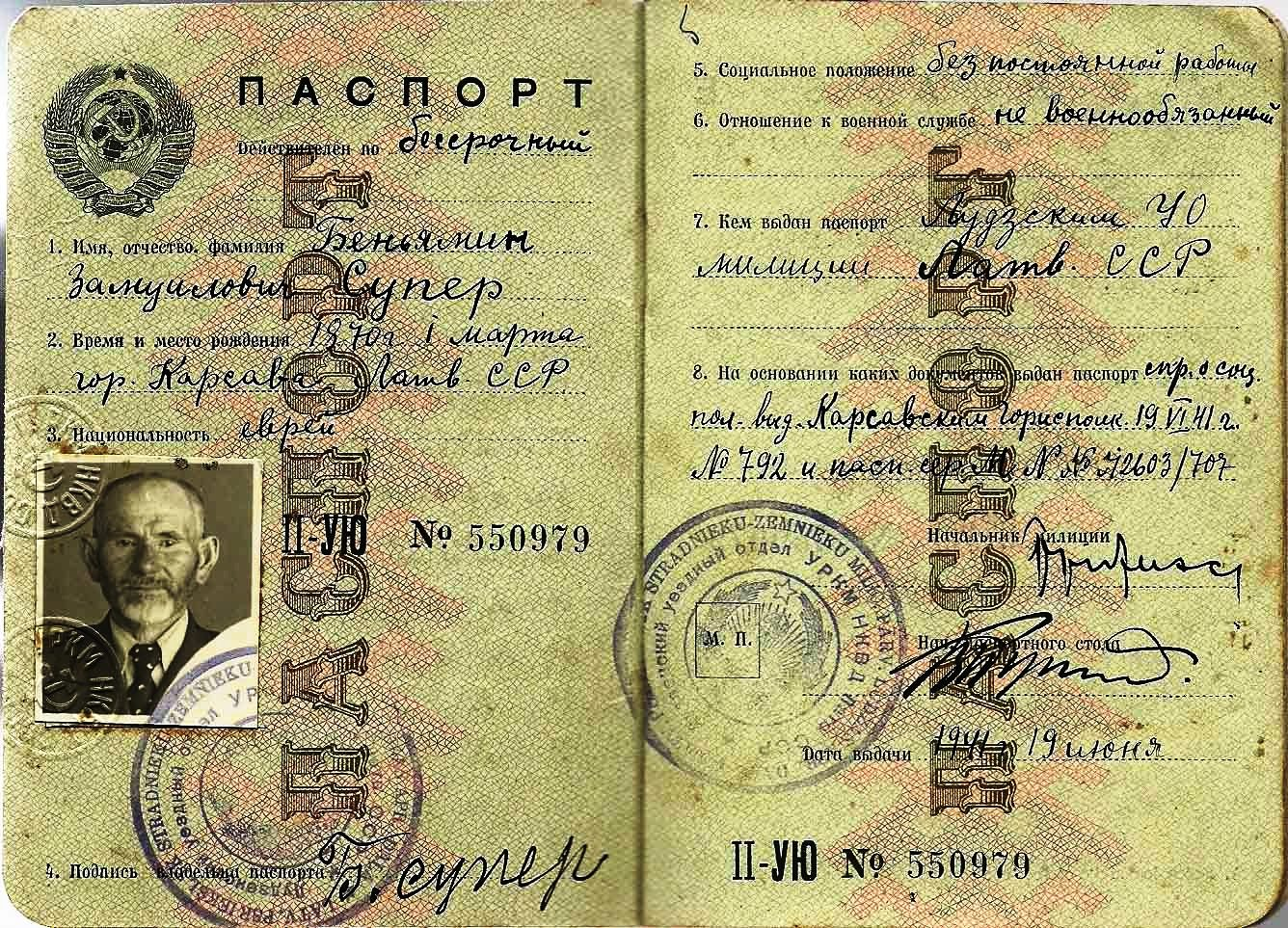
Passeport intérieur délivré à un Juif lituanien en 1941 ; le titulaire fut ensuite évacué à Kuybyshev (Samara).

À la suite du pacte Molotov-Ribbentrop, l’URSS et l’Allemagne ont pris le contrôle de vastes portions de l’Europe de l’Est qui comprenaient la Pologne, la région baltique et certaines parties de la Roumanie. Près de 2 millions de Juifs à sa population ont été ajoutés à  population de l'Union soviétique entre 1939 et 1940, ces populations provenant de la Pologne récemment envahie et d'autres régions. L'URSS occupa et annexa l'est de la Roumanie, y compris la Bessarabie et le nord de la Bucovine où vivaient environ 250 000 Juifs à l'époque, mais aussi la région de Hertsa. Cent-vingt-mille autres Juifs ont migré vers la Bessarabie et la Bucovine du Nord nouvellement annexées, en provenance du reste de la Roumanie. Pas moins de 415 000 Juifs vivaient en Bessarabie et dans le nord de la Bucovine annexées par l’Union soviétique à la fin du printemps 1941. Environ 10 000 de ces Juifs nouvellement soviétiques furent déportés vers l'intérieur pour diverses raisons, nombre d'entre eux finissant dans l'Armée rouge. Comme le montre la création du Comité juif antifasciste, le gouvernement soviétique a fait des efforts pour intégrer les citoyens juifs déplacés dans la société soviétique. De nombreux Juifs vivant en Roumanie et dans la Pologne occupée par les nazis étaient réticents à s’installer en Russie, dont la politique envers la religion ne leur était pas favorable. Beaucoup ont été assassinés après avoir sous-estimé les dangers de la machine de guerre nazie ; les Juifs qui ont fui l'Allemagne vers la Russie ont cependant déclaré : « mieux vaut Staline qu'Hitler ». Au cours de la Seconde Guerre mondiale, on estime que 700 000 à 3 000 000 de Juifs ont été tués dans les territoires occupés par les nazis de l'Union soviétique par les Einsatzgruppen.
La plupart des citoyens juifs furent assassinés lors de l'invasion de l'Union soviétique par l'Allemagne en 1941 ; certaines familles juives parvinrent cependant à s’enfuir vers l’est. L'Union soviétique n'a pas conservé de registres spécifiquement liés aux Juifs, mais on estime que 300 000 personnes ont été déportées des territoires roumains qu'elle avaient annexés vers des endroits comme le Kazakhstan ; on ne sait pas combien d'entre elles étaient juives. En février 1942, pas moins de 45 000 citoyens juifs déplacés de ces territoires vivaient en Ouzbékistan. On estime qu'entre 80 000 et 85 000 Juifs de ces territoires avaient été déplacés vers d'autres États soviétiques au début de 1942.

## Staline et le Politburo
Staline est resté à Moscou pendant l'invasion, incertain si le Politburo devait rester pour défendre la ville ou l'évacuer. Il lisait des livres d’histoire (dont une biographie de Mikhaïl Koutouzov, qui avait abandonné Moscou lors de l’ invasion française de la Russie en 1812) et consultait ses proches. Sa gouvernante, Valentina (sa maîtresse, selon l'historien Simon Sebag Montefiore ), a soutenu la défense de Moscou lorsqu'il lui a demandé son avis devant d'autres membres du Politburo, et sa fille Svetlana lui a écrit une lettre qui pourrait être interprétée comme encourageant également la défense. Staline demanda au général Gueorgui Joukov, qui commandait l'armée russe, si Moscou pouvait être tenue ; Joukov répondit par l'affirmative.
Lors d'une réunion à laquelle Staline était absent, Lavrentiy Beria a soutenu qu'ils devaient être évacués au-delà de la Volga. Gueorgui Malenkov était d’accord, mais Viatcheslav Molotov n’était pas d’accord. Cependant, lorsque Staline convoqua une réunion des membres du Politburo et des généraux au cours de laquelle la décision finale fut prise, ils déclarèrent tous que la ville devait être défendue. Lors de l'approche allemande de Moscou, le Politburo a passé beaucoup de temps à travailler sous terre dans le métro de Moscou.
Evguenia « Zhenya » Zemlyanitsyn était l'épouse de Pavel Alliluyev (ru), le frère de Nadezhda Alliluyeva, la deuxième épouse de Staline. Il l'a invitée à la datcha de Kuntsevo au cours des dix premiers jours de l'invasion et lui a demandé d'emmener sa fille Svetlana et les autres enfants dans sa datcha à Sotchi, loin des combats. Elle a refusé et ils ne se sont plus jamais revus. Svetlana et les autres enfants se rendirent à Sotchi avec Anna Redens (la sœur de Nadezhda), où ils restèrent jusqu'à ce que le front se rapproche.

## Le corps de Lénine
Confronté à l'avance allemande et au beau milieu des évacuations des civils et des industries, le Politburo a décidé d'évacuer le corps embaumé de Vladimir Lénine du mausolée de la Place Rouge où il était exposé depuis 1924,. Le corps de Lénine a été déplacé en secret et envoyé loin des lignes de front et les zones industrielles menacées par les bombardiers allemands. La ville de Tioumen, à environ 2 500 km de Moscou a été choisie comme destination. En juin 1941, le corps a été enveloppé de paraffine et placé dans un cercueil en bois emboité dans une caisse en bois plus grande. Des produits chimiques et des instruments nécessaires à sa préservation ont aussi été envoyés. Le cercueil a été placé dans un wagon d'un train spécial sécurisé par un groupe de gardes du Kremlin. Le corps a été surveillé 24 heures sur 24. Des soldats supplémentaires ont été postés le long de la voie ferrée et des gares sur la route du train vers l'est.
Le corps a été déposé dans un bâtiment délabré du campus de l'Institut agricole de Tioumen à son arrivée à Tioumen. Des produits chimiques supplémentaires et de l'eau distillée provenant d'Omsk, à 600 kilomètres à l'est de Tioumen ont été nécessaire à la conservation. Le corps de Lénine fut ramené à Moscou en avril 1945.